# غوستافو تورانزو
غوستافو تورانزو (بالإسبانية: Gustavo Toranzo)‏ هو لاعب كرة قدم أرجنتيني في مركز الدفاع، ولد في 15 سبتمبر 1987 في مدينة كويلمس في الأرجنتين. لعب مع أرسنال ساراندي.

## وصلات خارجية
- غوستافو تورانزو على موقع قاعدة بيانات كرة القدم.إي يو (الإنجليزية)
- غوستافو تورانزو على موقع Soccerway.com (الإنجليزية)